# Alem
Alem är ett könsneutralt förnamn. 144 män och 104 kvinnor hade namnet i Sverige 2016. 88 personer hade Alem som efternamn.